# آسیل‌دار کردن
آسیل‌دار کردن یا آسیلاسیون(به فرانسوی: Acylation) یک واکنش شیمیایی در شیمی آلی است که طی آن یک گروه آسیل به ترکیب آلی افزوده می‌شود. در زیر واکنش آسیلاسیون فریدل کرافتس بین بنزن و استیل کلرید نشان داده شده‌است.
در هنگام انجام واکنش فوق کربوکاتون تولید می‌شود در نتیجه اگر امکان نوآرایی وجود داشته باشد حتماً انجام خواهد گرفت . 